# Larisa (Élide)
Larisa (en griego, Λάρισα) es el nombre de una antigua ciudad griega que debía encontrarse en una zona limítrofe entre Élide y Acaya.
Según un fragmento de Teopompo, era una ciudad que se encontraba en el camino entre Elis y Dime. Se la relaciona con el río Lariso, mencionado, entre otros, por Estrabón y Pausanias, que servía de frontera entre Élide y Acaya y junto al cual se encontraba un templo de Atenea Larisea. Es dudoso si Jenofonte quiere referirse a la ciudad o al río, al mencionar «κατὰ Λάρισσαν» como el lugar por donde penetró el rey espartano Agis II en Élide desde Acaya.
Se desconoce la localización exacta de la ciudad, pero se ha sugerido que podría identificarse con la «Fortaleza Dimea» cuyos restos se hallan junto a las actuales localidades de Kalogria y Áraxo.